# 25e Primetime Emmy Awards
De 25e Primetime Emmy Awards, waarbij prijzen werden uitgereikt in verschillende categorieën voor de beste Amerikaanse televisieprogramma's die in primetime werden uitgezonden tijdens het televisieseizoen 1972-1973, vond plaats op 20 mei 1973.

## Winnaars en nominaties - televisieprogramma's
(De winnaars staan bovenaan in vet lettertype.)

#### Dramaserie
(Outstanding Drama Series)
- The Waltons
  - Cannon
  - Columbo
  - Hawaii Five-O
  - Kung Fu
  - Mannix

#### Komische serie
(Outstanding Comedy Series)
- All in the Family
  - The Mary Tyler Moore Show
  - M*A*S*H
  - Maude
  - Sanford and Son

#### Miniserie
(Outstanding Limited Series)
- Tom Brown's Schooldays
  - The Last of the Mohicans
  - La vita di Leonardo Da Vinci

## Winnaars en nominaties - acteurs

### Hoofdrollen

#### Mannelijke hoofdrol in een dramaserie
(Outstanding Lead Actor in a Drama Series)
- Richard Thomas als John Walton Jr. in The Waltons
  - William Conrad als Frank Cannon in Cannon
  - David Carradine als Kwai Chang Caine in Kung Fu
  - Mike Connors als Joe Mannix in Mannix
  - Peter Falk als Lt. Columbo in Columbo

#### Mannelijke hoofdrol in een komische serie
(Outstanding Lead Actor in a Comedy Series)
- Jack Klugman als Oscar Madison in The Odd Couple
  - Alan Alda als Benjamin Franklin Pierce in M*A*S*H
  - Carroll O'Connor als Archie Bunker in All in the Family
  - Redd Foxx als Fred G. Sanford in Sanford and Son
  - Tony Randall als Felix Unger in The Odd Couple

#### Mannelijke hoofdrol in een miniserie
(Outstanding Lead Actor in a Limited Series)
- Anthony Murphy als Tom Brown in Tom Brown's Schooldays
  - John Abineri als Chingachgook in The Last of the Mohicans
  - Philippe Leroy als Leonardo da Vinci in La vita di Leonardo Da Vinci

#### Vrouwelijke hoofdrol in een dramaserie
(Outstanding Lead Actress in a Drama Series)
- Michael Learned als Olivia Walton in The Waltons
  - Lynda Day George als Lisa Casey in Mission: Impossible
  - Susan Saint James als Sally McMillan in McMillan & Wife

#### Vrouwelijke hoofdrol in een komische serie
(Outstanding Lead Actress in a Comedy Series)
- Mary Tyler Moore als Mary Richards in The Mary Tyler Moore Show
  - Beatrice Arthur als Maude Findlay in Maude
  - Jean Stapleton als Edith Bunker in All in the Family

#### Vrouwelijke hoofdrol in een miniserie
(Outstanding Lead Actress in a Limited Series)
- Susan Hampshire als Becky Sharp in Vanity Fair
  - Margaret Tyzack als Bette in Cousin Bette
  - Vivien Heilbron als Rachel Verinder in The Moonstone

### Bijrollen

#### Mannelijke bijrol in een dramaserie
(Outstanding Continuing Performance by a Supporting Actor in a Drama Series)
- Scott Jacoby als Nick Salter in That Certain Summer
  - James Brolin als Steven Kiley in Marcus Welby, M.D.
  - Will Geer als Grandfather in The Waltons

#### Mannelijke bijrol in een komische serie
(Outstanding Continuing Performance by a Supporting Actor in a Comedy Series)
- Ted Knight als Ted Baxter in The Mary Tyler Moore Show
  - Edward Asner als Lou Grant in The Mary Tyler Moore Show
  - Gary Burghoff als Walter Eugene O'Reilly in M*A*S*H
  - Rob Reiner als Michael Stivic in All in the Family
  - McLean Stevenson als Henry Blake in M*A*S*H

#### Vrouwelijke bijrol in een dramaserie
(Outstanding Continuing Performance by a Supporting Actress in a Drama Series)
- Ellen Corby als Esther Walton in The Waltons
  - Gail Fisher als Peggy Fair in Mannix
  - Nancy Walker als Mildred in McMillan & Wife

#### Vrouwelijke bijrol in een komische serie
(Outstanding Continuing Performance by a Supporting Actress in a Comedy Series)
- Valerie Harper als Rhoda Morgenstern in The Mary Tyler Moore Show
  - Cloris Leachman als Phyllis Lindstrom in The Mary Tyler Moore Show
  - Sally Struthers als Gloria Bunker-Stivic in All in the Family